# Gmina Szczytniki
Gmina Szczytniki là một gmina nông thôn (quận hành chính) thuộc hạt Kalisz, Voivodeship Greater Ba Lan, ở phía tây trung tâm Ba Lan. Khu vực hành chính của nó là làng Szczytniki, nằm khoảng 20 kilômét (12 mi) về phía đông nam của Kalisz và 126 km (78 mi) về phía đông nam của thủ phủ khu vực Poznań.
Gmina có diện tích 110,66 kilômét vuông (42,7 dặm vuông Anh) và tính đến năm 2006, tổng dân số của nó là 8.086 người.

## Làng
Gmina Szczytniki chứa các làng và các khu định cư như Antonin, Borek, Bronibór, Chojno, Cieszyków, Daniel, Główczyn, Gorki, Gorzuchy, Grab, Guzdek, Helenów, Joanka, Kobylarka, Kornelin, Korzekwin, Kościany, Krowica Pusta, Krowica Zawodnia, Krzywda, Kuczewola, Lipka, Mala Gmina, Marchwacz, Marchwacz-Kolonia, Marcjanów, Mroczki Wielkie, Murowaniec, Niemiecka Wies, Pamiątków, Pieńki, Popów, Poręby, Pośrednik, Radliczyce, Rudunki Szczytnickie, Sobiesęki Drugie, Sobiesęki Pierwsze, Sobiesęki Trzecie, Staw, Strużka, Szczytniki, Trzęsów, Tymieniec, Tymieniec-Dwór, Tymieniec-Jastrząb, Tymieniec-Kąty, Tymieniec-Niwka và Włodzimierz.

## Gmina lân cận
Gmina Szczytniki giáp với các gmina khác như Błaszki, Brzeziny, Godziesze Wielkie, Goszczanów, Koźminek và Opatówek.